# Chris Bey
Chris Bey (Alexandria, 13 de febrero de 1996) es un luchador profesional estadounidense. Actualmente trabaja para Impact Wrestling, donde fue una vez Campeón de la División X de Impact. También es conocido por su trabajo en la escena independiente, principalmente para Championship Wrestling from Hollywood (CWFH) y Game Changer Wrestling (GCW). Es el actual Campeón Mundial en Parejas de TNA junto a Ace Austin en su segundo reinado.

## Carrera profesional de lucha libre

### WWE (2019)
Bey hizo su debut en la WWE en el episodio del 11 de octubre de 2019 de 205 Live, donde perdió ante Ariya Daivari.

### Impact Wrestling (2018-presente)
En el episodio del 29 de noviembre de 2018 de Impact!, Bey hizo su primera aparición en Impact Wrestling cuando hizo equipo con Matt Sydal para desafiar sin éxito a The Rascalz (Dezmond Xavier & Zachary Wentz). Bey hizo un par de apariciones en Impact Wrestling a finales de 2018 y 2019, antes de firmar oficialmente con Impact el 19 de febrero de 2020. En el episodio del 17 de marzo de Impact!, Bey tuvo su primera victoria en Impact Wrestling, cuando derrotó a Damian Drake.
En la segunda noche de Rebellion, que se emitió el 28 de abril, Bey derrotó a Rohit Raju, Suicide y Trey en su debut de pago por visión de Impact, estableciéndose en la División X. Bey recibió su primer combate por el Campeonato de la División X de Impact en el episodio del 5 de mayo de Impact!, donde él y Ace Austin desafiaron sin éxito al campeón Willie Mack. Después de que Mack retuvo con éxito su campeonato contra Johnny Swinger en el episodio del 19 de mayo de Impact!, Bey atacó a Mack junto con Swinger, solidificándose como un heel en el proceso. El 25 de junio, Impact anunció que Bey desafiará a Mack por el Campeonato de la División X en Slammiversary, después de que cubrió a Mack en un combate por equipos de seis hombres. En Slammiversary, Bey derrotó a Mack para ganar el Campeonato de la División X. En el episodio especial del 18 de agosto Emergence - Night 1 de Impact!, Bey perdió el campeonato ante Rohit Raju en un combate que también involucró a TJP, en el Impact! del 22 de septiembre, se enfrentó a TJP y a Trey Miguel en una Triple Threat Match por una oportunidad al Campeonato de la Division X de Impact! de Rohit Raju, sin embargo perdió.
Bey hizo su regreso en el Impact! del 29 de abril, derrotando a Jake Something, clasificando a la 6 Way Match por una oportunidad al Campeonato Mundial de Impact de Kenny Omega en Under Siege. 
En el Pre-Show de Hard To Kill, se enfrentó a Mike Bailey (quien estaba reemplazando a Jake Something para este combate), Laredo Kid y a Ace Austin, sin embargo perdió.

### New Japan Pro-Wrestling (2020-presente)
El 2 de noviembre de 2020, Bey fue anunciado para la Super J-Cup de New Japan Pro-Wrestling torneo. El 12 de diciembre, Bey derrotó a Clark Connors en la primera ronda del torneo, pero finalmente no pudo derrotar al eventual subcampeón ACH en las semifinales.

## Campeonatos y logros
- All Pro Wrestling / Gold Rush Pro Wrestling
  - Young Lions Cup (2017)[15]

- Championship Wrestling from Hollywood
  - UWN Tag Team Championship (1 vez) - con Suede Thompson[16]

- Future Stars of Wrestling
  - FSW Heavyweight Championship (1 vez)[2]
  - FSW No Limits Championship (1 vez)[2]
  - FSW Tag Team Championship (2 veces) - con Nino Black (1) y Suede Thompson (1)[2]

- Impact Wrestling/Total Nonstop Action Wrestling
  - Impact X Division Championship (1 vez)[1]
  - Impact/TNA World Tag Team Championship (2 veces, actual) - Ace Austin
  - IMPACT Year End Awards (1 vez)
    - One to Watch in 2021	(2020)[17]

- Maverick Pro Wrestling
  - MPW Championship (1 vez)[2]
  - MPW Revolution Championship (1 vez, actual)[18]

- Pro Wrestling Illustrated
  - Situado en el puesto No. 425 de los 500 mejores luchadores individuales en el PWI 500 en 2019.[19]

- Without a Cause
  - WAC Championship (1 vez, actual)[20]

- Wrestling's Best of the West
  - BOTW Championship (1 vez)[21]